# 南由布村
南由布村（みなみゆふむら）は、大分県速見郡にあった村。現在の由布市の一部にあたる。

## 地理
大分川の流域に位置していた。

## 歴史
- 1889年（明治22年）4月1日、町村制の施行により、速見郡中川村、川南村、川西村が合併して村制施行し、南由布村が発足[1][2]。旧村名を継承した中川、川南、川西の3大字を編成[2]。
- 1936年（昭和11年）4月1日、速見郡北由布村と合併し由布院村を新設して廃止された[1][2]。

## 産業
- 農業